# Asanace starých Holešovic
Asanace starých Holešovic (též zvaných Zátory) probíhala ve dvou etapách od konce 50. do začátku 80. let 20. století. Původní zástavba povětšinou jedno a dvoupatrových domů a hospodářských stavení byla zlikvidována nejdříve kvůli konstrukci panelárny Prefa a následně z důvodu stavby nádraží Praha-Holešovice a stanice metra C Fučíkova (nyní Nádraží Holešovice). Většina míst po zbouraných domech zůstává dodnes nezastavěná.

## Historie a charakter lokality
První doklady o existenci převážně rybářské vesnice Holešovice pocházejí z počátku 13. století. Po staletí byla s městem Prahou spojena jen několika lokálními brody, a proto se vyvíjela značně izolovaně. Do poloviny 19. století tvořila holešovický meandr řídce obydlená venkovská krajina, kde se osídlení soustředilo pouze do místa historické vsi k vltavskému břehu. Novodobý rozvoj přinesla až postupující industrializace a stavba železnice Praha-Drážďany. Od poloviny 70. let 19. století pak nastal rychlý rozvoj a celá, dříve prázdná, oblast byla pokryta obytnou i průmyslovou zástavbou.
Původní lokalita starých Holešovic, která si stále udržovala venkovský ráz, se tak začala stávat v rámci nově postavených Holešovic 19. století periferií. Místní obyvatelé se živili převážně zemědělstvím nebo činnostmi spojenými s blízkostí řeky jako rybářství, ledařství, či převoznictví. Jádrem staré holešovické vesnice byla ulice Palackého (dnešní Partyzánská). Kolem ní se soustředily povětšinou přízemní domky a hospodářská stavení. Při pohledu na mapu můžeme lokalitu vymezit zhruba dnešními ulicemi Partyzánská, Železničářů, Argentinská a Holešovické nábřeží.

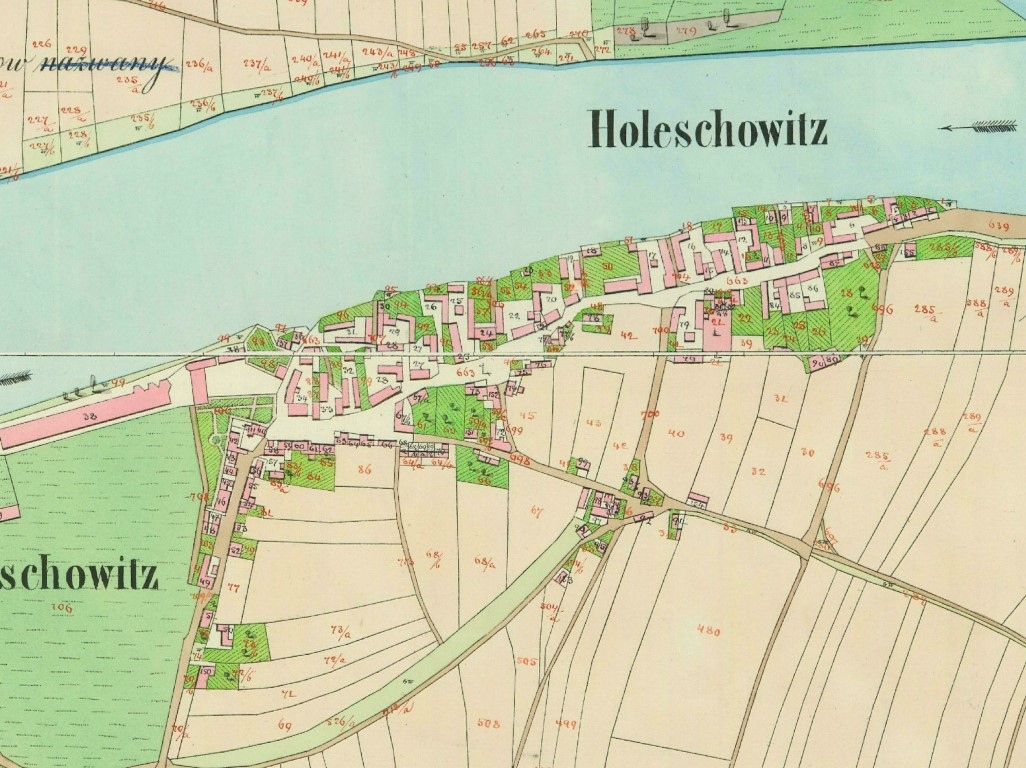
Holešovice na císařských otiscích map Stabilního katastru z roku 1842. Mapa zachycuje původní holešovické osídlení formující se kolem pozdější Palackého ulice.

Oblast starých Holešovic je někdy též nazývána Zátory. Tento pomístní název vznikl od slova zátora, či zátvora označujícího nízký břeh, do kterého se zadírají ledové kry.

### Seznam staroholešovických ulic
Území starých Holešovic tvořilo těsně před první etapou asanace v roce 1959 přibližně 14 ulic.
- Arnoštovská – 5. ulice vpravo za viaduktem. Jméno ulice bylo zřejmě odvozeno od místní usedlosti U Arnoštů (čp. 109). Vznikla na počátku 80. let 19. století a své jméno získala v roce 1889. Ulice zcela zanikla místem i názvem při asanaci.[8]
- Holešovické nábřeží – zde na břehu Vltavy se začala utvářet původní ves Holešovice. Nábřeží oficiálně vzniklo v 90. letech 19. století při regulaci vltavského břehu.[7] Právě staroholešovické domy přiléhající k Vltavě byly na konci 50. let zbořeny jako první. Nábřeží dosud existuje, ale je neobydleným prostorem se skladišti a ulicí tedy prakticky není.

- Jablonského – 2. příčná ulice na ulici Na Zátorách. Od svého vzniku v roce 1881 až do roku 1940 nesla název Jablonského podle českého básníka 19. století Bohuslava Jablonského. V letech 1940-1945 byla ulice přejmenována na Hammerschmiedovu, v roce 1945 se jí vrátil původní název Jablonského a roku 1947 byla spojena s ulicí Sladkovského.[7] Ulice si i po asanaci zachovala jméno a část původní polohy.
- Na Zátorách – 2. ulice vpravo za viaduktem. Ulice vznikla již před rokem 1880 a až do roku 1894 nesla jméno Zátora, poté Zátory. V roce 1925 byla prodloužena k severu o Trojskou ulici a tato nově vzniklá komunikace byla pojmenována Na Zátorách.[7] Ulice si i po asanaci zachovala jméno a část původní polohy.
- Partyzánská – za viaduktem rovně až k mostu Barikádníků. Vznikla v roce 1881 spojením starých ulic Trojské a K Pelci, které byly nově nazvány Palackého. V roce 1894 k ní byla dále připojena část ulice Hálkovy. Do roku 1940 byla nazývána Palackého ulice, v letech 1940-1945 Strobachova, od roku 1945 do roku 1947 opět Palackého a poté byla přejmenována na Partyzánskou na počest československých partyzánů bojujících za druhé světové války.[7] Kvůli konstrukci Trojského mostu (později zvaného Barikádníků) ve 20. letech 20. století bylo zbouráno několik domů na její východní straně.[9] Ulice si i po asanaci zachovala jméno a část původní polohy.

- Plynární – za viaduktem 2. ulicí vpravo a poté rovně. Již od svého vzniku v roce 1888 nesla název Plynární podle blízké obecní plynárny. Před rokem 1900 k ní byla připojena ulice Školní, kde stávala škola (čp. 333).[7] Ulice si i po asanaci zachovala jméno a část původní polohy.

- Pod Zátorami – 3. ulice vpravo za viaduktem. Ulice se nejprve lidově nazývala Špagátová (podle provazníků vyrábějících motouz), v letech 1881-1940 nesla název Prokopova, 1940-1945 se nazývala ulice Františka Dardy, po válce až do roku 1947 byla opět Prokopovou a od roku 1947 Pod Zátorami.[7] Tato ulice při druhé fázi asanace zcela zanikla místem i názvem.[8]

- Rajská – 1. příčná ulice na ulici Na Zátorách. Ulice pod názvem Rajská vznikla již roku 1888, v roce 1920 k ní pak byla připojena ulice Havlíčkova. Pojmenování Rajská bylo pravděpodobně odvozeno od množství zahrad v lokalitě a jejich „rajského“ vzhledu.[7] Ulice si i po asanaci zachovala jméno a část původní polohy.
- Staroholešovická – v ohbí Partyzánské ulice doleva směrem k Holešovickému nábřeží. Ulice vznikla z původní cesty k dolejšímu přívozu, od roku 1888 byla nejprve počítána za část Palackého, od roku 1947 samostatná ulice s názvem Staroholešovická.[7] Ulice zcela zanikla místem i názvem při asanaci.[8]
- U elektrárny – 4. ulice vpravo za viaduktem. Od vzniku ulice v roce 1888 a do roku 1947 se jmenovala Zelená. Název zřejmě odvozen od množství zahrad a zahrádek v okolí.[7] Ve starých Holešovicích se původně ulice U elektrárny nacházela přímo u bývalé městské elektrárny, za viaduktem 1. vlevo (dnes v areálu Pražské teplárenské). Ulice si i po asanaci zachovala jméno a část původní polohy.
- U papírny – 1. ulice vpravo za viaduktem. Vznikla pravděpodobně v roce 1880 a byla pojmenována podle nedaleké papírny.[7] Ulice si i po asanaci zachovala jméno a část původní polohy.
- V závětří – za křižovatkou Argentinské a Plynární směrem k mostu Barikádníků 2. ulice vlevo. Tato ulice vznikla až v roce 1925 a byla pojmenována podle pomístního názvu.[7] Ulice si i po asanaci zachovala jméno a část původní polohy.
- Vrbenského – za křižovatkou Argentinské a Plynární směrem k mostu Barikádníků 2. příčná ulice. Od vzniku ulice v roce 1881 do roku 1940 nesla název Štítného, mezi lety 1940-1954 Schallerova, poté dva roky opět Štítného a v roce 1947 byla přejmenována na Vrbenského podle československého politika Bohuslava Vrbenského. V roce 1938 byla od ulice oddělena její východní část a nazvána U Uranie.[7] Ulice si i po asanaci zachovala jméno, ale s pozměněnou trasou.[10]
- Za papírnou – za viaduktem 1. vpravo a poté za ohbím ulice 1. vlevo. Ulice vznikla před rokem 1881 a až do roku 1940 se nazývala Kollárova, v letech 1940-1945 Šlejharova, poté dva roky znovu Kollárova a od roku 1947 Za papírnou. Pojmenována byla stejně jako ulice U papírny podle nedaleké papírny.[7] Ulice si i po asanaci zachovala jméno a část původní polohy.

## Asanace lokality
Holešovice byly již od 40. let považovány za „důležitou urbanistickou rezervu městského centra“ (studie Emanuela Hrušky, který chtěl v lokalitě vybudovat vládní administrativní čtvrť). Zároveň byly staré části Holešovic spolu s Žižkovem, Libní, Karlínem aj. dlouhodobě považovány za nevyhovující z hlediska úrovně zastaralé bytové zástavby. Na konci druhé světové války území značně utrpělo německým dělostřeleckým ostřelováním z Kobylis, když se německá bojová skupina SS Der Führer snažila v době Pražského povstání dobýt Trojský most. Demolice starých Holešovic probíhala ve dvou etapách v letech 1959-1961 a 1978-1984. Jak upozorňuje historička Kateřina Bečková, asanace této oblasti jakoby nikoho kromě místních obyvatel nezajímala, na rozdíl od likvidace starého Žižkova a Vysočan, které měly své odpůrce již v době komunistického režimu.

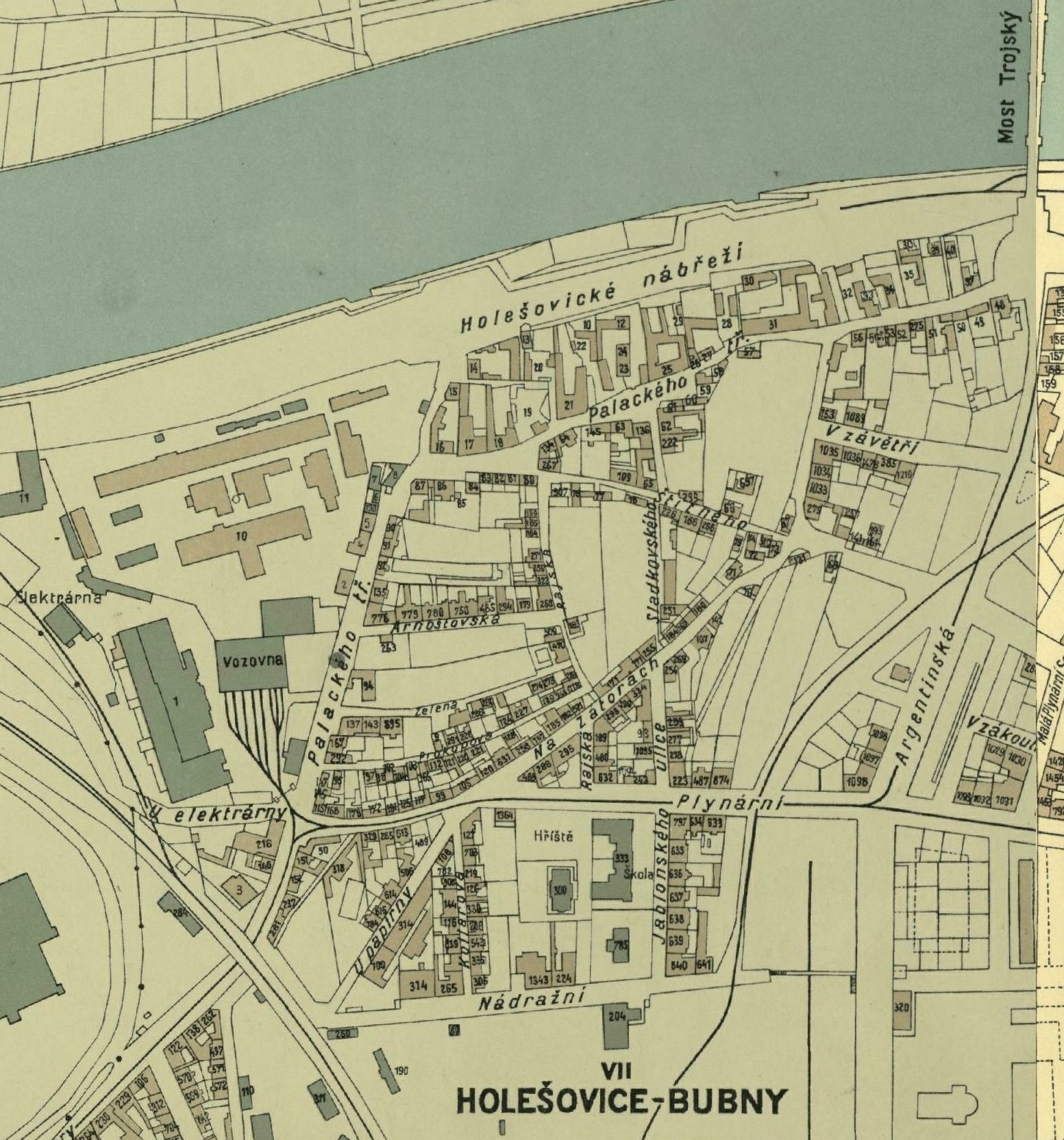
Mapa z roku 1938 zachycuje již zformovanou uliční síť starých Holešovic tak, jak vypadala před první fází asanace na konci 50. let 20. století.

### První etapa (1959-1961)
První vlna asanace postihla severní část Partyzánské ulice při Holešovickém nábřeží, kde se v létě 1959 začala stavět panelárna Prefa (Prefabrikované stavební díly). Tato oblast byla zastavěna statky s rozsáhlými dvory sousedícími přímo s řekou. Nová panelárna byla potřeba pro zásobování staveb sídlišť na severu a východě města a lokalita starých Holešovic byla vybrána díky blízkosti řeky, mostu a železničního spojení. „Byly ovšem různé návrhy…ale nakonec pro tohle prostranství rozhodla jeho výhodná poloha. Jen pokud jde o materiál, převážná část surovin, jako například štěrkopísek, se sem bude vozit pohodlně a levně po vodě, struska po železnici a tu postačí jen o málo protáhnout vlečku vedoucí na holešovické nábřeží. Výhody bude mít také odvoz. Závod leží v severní části Prahy a jeho hlavním úkolem bude zásobovat celou výstavbu ‚Severního města‘, které se bude rozkládat v Kobylisích, na Proseku a Střížkově, tedy v samém sousedství.“ S demolicí objektů před zahájením samotné stavby pomáhalo celkem 4 200 studentů z průmyslových škol a vojáků. Z původní zástavby v Partyzánské ulici a na Holešovickém nábřeží bylo na místě ponecháno několik objektů, které sloužily jako základna pro personál pomáhající s demolicí a které měly být posléze adaptovány jako součást areálu, a to konkrétně dům rodiny Vaňhů (čp. 14), hostinec U zeleného stromu (čp. 17) a statek (čp. 31). Holešovická Prefa měla ročně zásobovat pražské stavby 63 000 m3 panelů a pomoci tak s urychlením výstavby nového bytového fondu. Panelárna byla po revoluci zprivatizována a v roce 2013 definitivně ukončila výrobu.
Dokumenty k první fázi asanace ze zasedání pražského zastupitelstva jsou uloženy v Archivu hlavního města Prahy.

### Druhá etapa (1978-1984)
V rámci druhé a rozsáhlejší etapy asanace byly zdemolovány prakticky všechny zbývající domy na území starých Holešovic. Dělo se tak od konce 70. let v souvislosti se stavbou tzv. holešovické přeložky, budováním nového vlakového nádraží Praha-Holešovice, stanice metra C Fučíkova (dnešní Nádraží Holešovice) a severojižní magistrály v Argentinské ulici. Koncepce přestavby pražského železničního uzlu byla přijata již v roce 1960, holešovická přeložka (Severní traťová spojka) měla od centra odklonit nákladní vlaky. Třetí provozní úsek metra C bylo zapotřebí vybudovat kvůli dopravní obsluze pro dokončovaná sídliště Severního města. Při realizaci bylo v lokalitě nutné prostorově vyřešit přestup na novou železniční, tramvajovou a autobusovou stanici. Východiskem pro realizaci se stala studie architekta Karla Filsaka z roku 1978. Stanice metra Fučíkova byla dána do provozu 3. listopadu 1984.

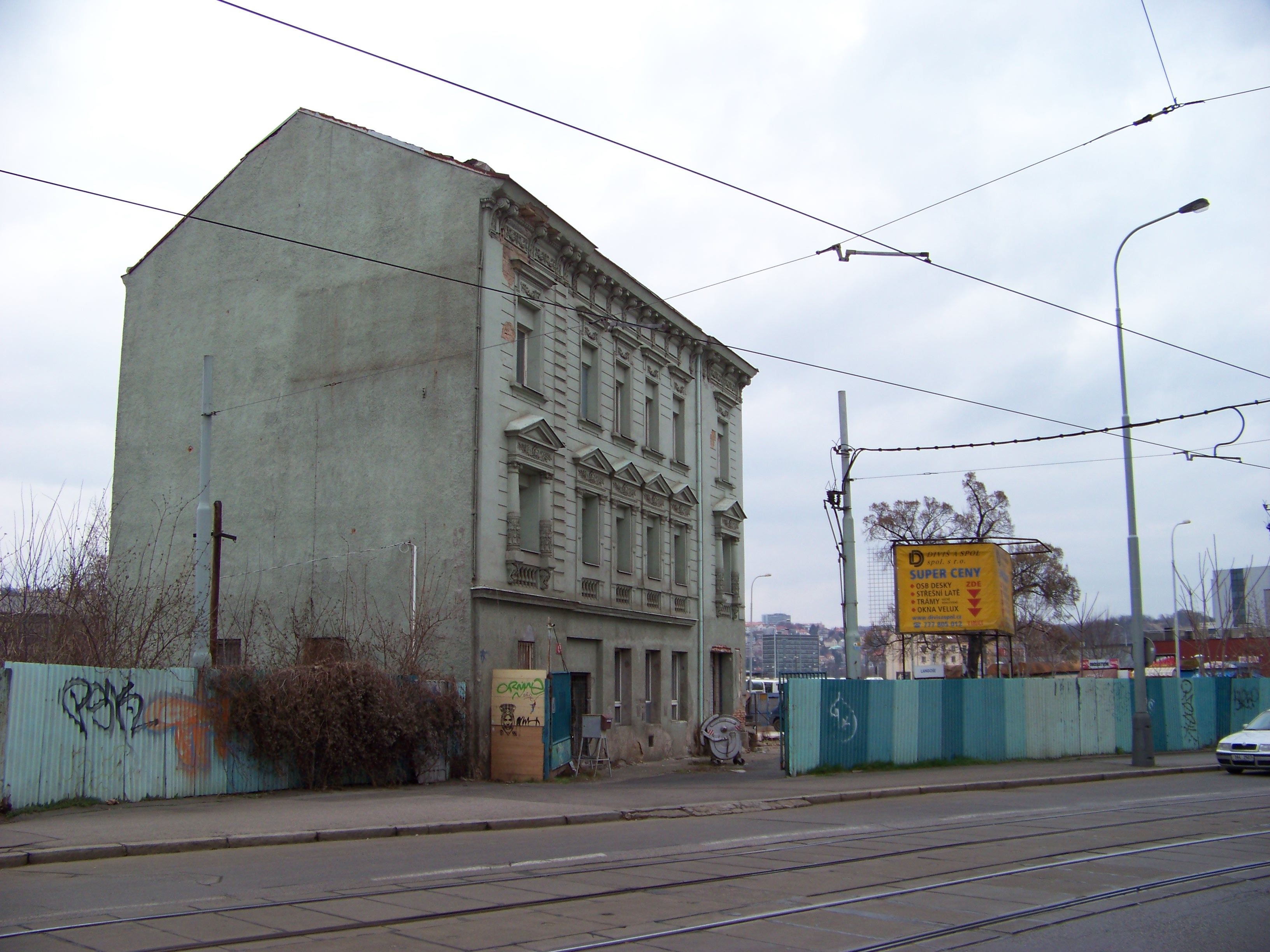
Osamocený dům na hranici ulic Plynární a Na Zátorách, který nebyl při asanaci zdemolován.

Demolici bylo ušetřeno jen několik solitérních objektů. V ulici Na Zátorách zůstal stát dům čp. 631, kde měli během asanace zázemí pracovníci z okolní stavby (dříve se v domě nacházela lékárna). V ulici U elektrárny se pak zachoval blok funkcionalistických domů. Dalším zachovaným objektem je bývalý hostinec Na Kovárně v Partyzánské ulici čp. 5, který je jako součást areálu bývalé elektrárny památkově chráněn. U jižního vestibulu stanice metra pak stojí jilm jako pozůstatek bývalé stromové aleje v ulici Na Zátorách.

## Důsledky asanace a současný stav lokality

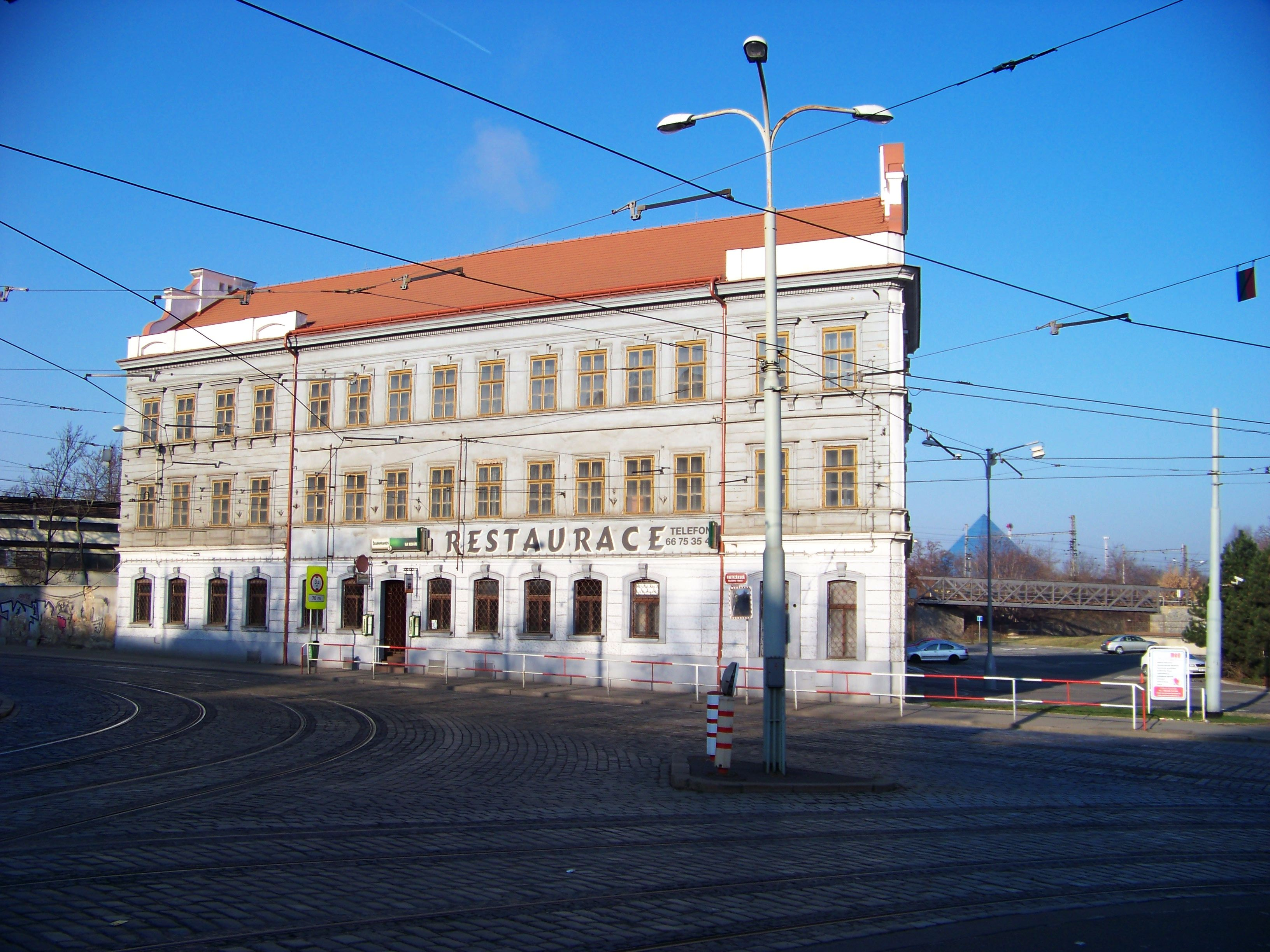
Bývalý hostinec Na Kovárně v Partyzánské ulici, který na místě stojí jako solitérní neasanovaný objekt.

Již po zprovoznění stanice metra a nového nádraží se začala projevovat urbanistická nekoncepčnost tohoto projektu. Bylo upozorňováno primárně na nezastavěnost bezprostředního okolí. Historik umění Richard Biegel hodnotí asanaci starých Holešovic jako „problematický urbanistický zásah“: „Účelové inženýrské zásahy a bezkoncepční zástavba dokázaly během jednoho desetiletí proměnit malebné prostředí starých Holešovic v urbanistický chaos, který svou ucelenou podobu nenalezl ani čtyři desetiletí po zbytečné demolici jedinečné historické obce (…) Prostor bývalých starých Holešovic je opuštěným a dezurbanizovaným místem, které nejvíc ze všeho potřebuje promyšlenou regulaci pro novou výstavbu."
Velká část asanovaných ploch tak doposud zůstává nevyužita. Areál bývalé panelárny v současné době vlastní developerská skupina GEONE, která zde zamýšlí realizovat projekt Rivery a Port7. V roce 2020 byla na místě proluky na křižovatce ulic Partyzánská a Na Zátorách dokončena budova studentských kolejí The Fizz.

### Plány na budoucí rozvoj
V roce 2018 bylo vyhlášeno výběrové řízení na územní studii lokality Holešovice Bubny-Zátory. V prosinci 2020 byla zveřejněna finální podoba studie pro zapracování připomínek, jejími autory jsou Pelčák a partner architekti a ThomasMüllerIvanReinmann architekten GmbH z Berlína. Studie rozvíjí nejen lokalitu starých Holešovic, ale také brownfield v oblasti nádraží Praha-Bubny. V plánu je postavit 11 000 bytů pro 25 000 obyvatel, samotná výstavba by měla probíhat v letech 2021-2040.